# Kefiran

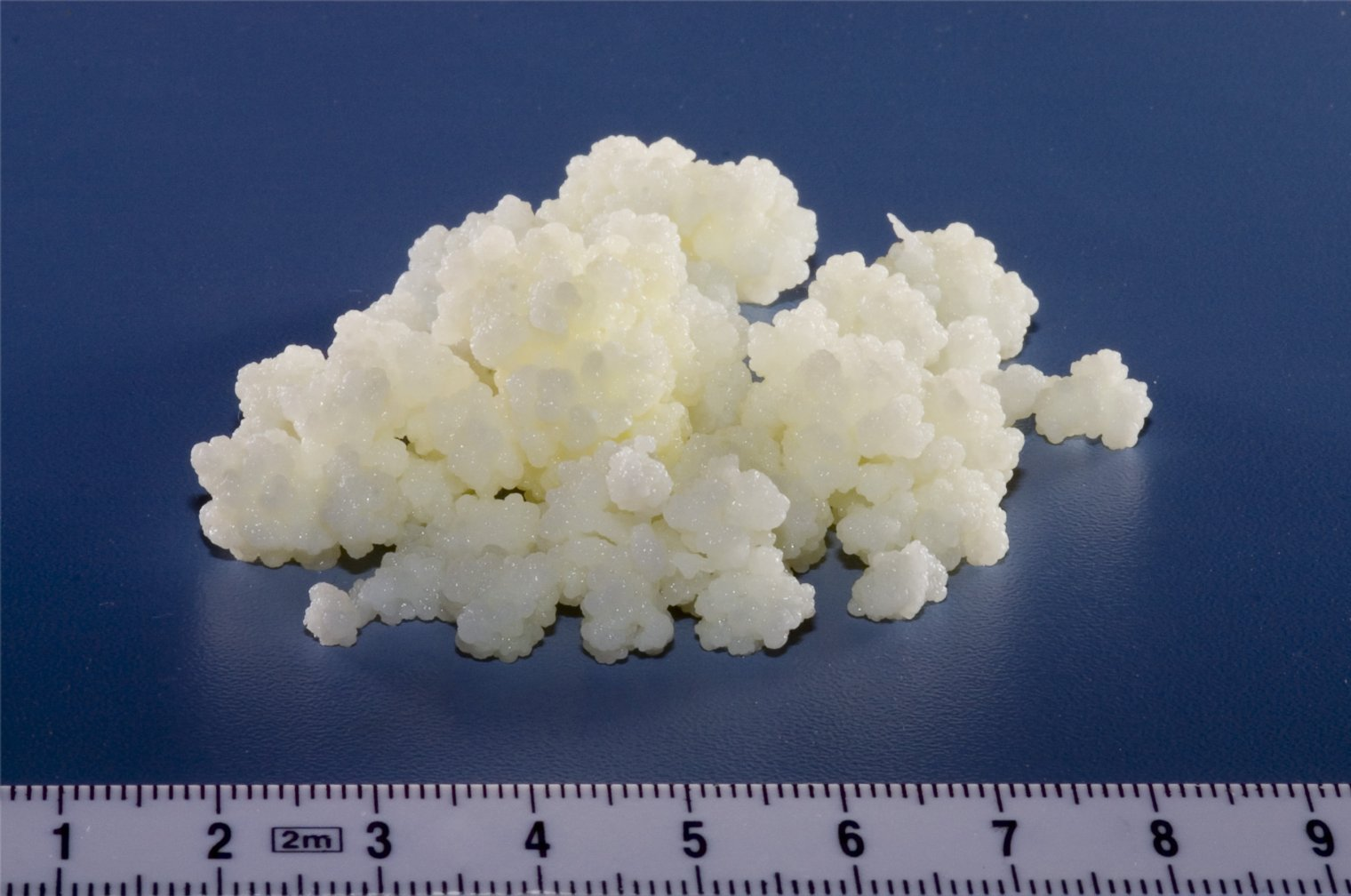
Grani di kefir

Il kefiran (o kefran, o grani di kefir) è il complesso di polisaccaridi prodotti dai batteri e lieviti del kefir.
I granuli utilizzati per la produzione del kefir, analizzati al microscopio, si rivelano costituiti principalmente da proteine insolubili e mucopolisaccaridi neutri. La composizione in percentuale di peso secco di questi granuli è: grasso 4,4%, mucopolisaccaridi 45,7%, proteine totali 34,3% delle quali insolubili 27,0% solubili 1,6% amminoacidi liberi 5,6%. Sono stati osservati anche tracce di ferro in forma cristallina e amorfa sulla superficie dei granuli.   
Il principale di questi componenti è il kefiran che ne costituisce circa il 45%. Attualmente, il meccanismo con cui i granuli di kefir si formano e crescono non è ancora stato completamente studiato.
Il kefiran è composto da due monosaccaridi, il D-glucosio e il D-galattosio più o meno in eguali proporzioni. La struttura del kefiran non è ancora completamente chiara.
Il kefiran è prodotto nella parte interna dei grani e si suppone che questo avvenga fondamentalmente ad opera dei lattobacilli kefiranofaciens e kefiri.
Esperimenti condotti in Giappone su ratti da laboratorio hanno dimostrato che il kefiran ha proprietà antitumorali e che nei ratti nutriti con kefiran si osservavano riduzioni del tumore della vescica. Altri esperimenti hanno dimostrato che il kefiran ha anche proprietà antinfiammatorie e che contribuisce alla guarigione delle coliti ulcerose.